# Raymond Bellour
Raymond Bellour (nacido el 18 de enero de 1939 en Lyon) es un escritor francés, crítico y teórico del cine y de la literatura. Publicó un famoso libro de entrevistas con intelectuales franceses en 1971, pero fundamentalmente es conocido por sus ensayos sobre cine. Ha editado también a Henri Michaux, y ha participado en otras ediciones.

## Recorrido
Tras hacer estudios de letras, Bellour escribe críticas de cine para diarios y semanarios. Muy joven, en 1963, fundó la revista Artsept. 
En 1964, entró en el CNRS; del que hoy es miembro emérito. Con Le Livre des autres, un gran libro de entrevistas con Michel Foucault, Claude Lévi-Strauss, Roland Barthes, Pierre Francastel, etc., dio a conocer de cerca y ampliamente a los maestros de la generación anterior a la suya.
Concluyó el doctorado superior (fue docteur d'État), en 1979. Luego, desde 1986, dio clases en la Universidad Sorbonne Nouvelle, París 3. 
Participó en una famosa exposición sobre las imágenes, Passages de l'image, de (1989), en el Centro Georges Pompidou, con Christine Van Assche y Catherine David. En 1991, con Serge Daney, creó la revista Trafic.
Como crítico literario de valía, dirigió un gran número monográfico sobre Henri Michaux, para la revista L'Herne, de 1990. Hizo, luego, la edición de la Pléiade del mismo escritor: Œuvres complètes, en tres volúmenes (París, Gallimard, 1998-2004). Y escribió otro libro sobre él en 2011.
Con su gruesa investigación, El cuerpo del cine: hipnosis, emociones, animalidades, de 2009 (tr. 2013), logra un aporte capital a la comprensión del funcionamiento de la imagen cinematográfica. Trata de la conjunción histórica  entre psicoanálisis y cine; en la segunda parte de la relación directa entre hipnosis y cine; y finalmente del animal como símbolo en la narrativa cinematográfica.